# César Giraldo
César Augusto Giraldo Giraldo (* 1953) ist ein kolumbianischer Ökonom.
Giraldo promovierte 2007 an der Universität Paris-Nord und ist Professor an der Universidad Nacional de Colombia. In seinen Büchern und Artikeln, von denen viele in der linksgerichteten Zeitschrift Desde abajo erschienen, befasst er sich mit dem öffentlichen Haushalt Kolumbiens, besonders mit seiner Sozialpolitik. Dabei zeigt er auf, wie die öffentlichen Maßnahmen gegen soziale Ungleichheit (Plan Nacional de Desarrollo und Ley de transferencias) scheitern, da sie geopolitischen Zielen und der Schuldentilgung untergeordnet sind.